# Championnats d'Amérique du Nord de patinage artistique 1953
Navigation
Édition précédente Édition suivante
Les 15e championnats d'Amérique du Nord de patinage artistique ont lieu les 6 et 7 mars 1953 à l'Arena de Cleveland dans l'État de l'Ohio aux États-Unis.
Quatre épreuves y sont organisées: messieurs, dames, couples artistiques et danse sur glace.

## Podiums
| Épreuves                            | Or                             | Argent                            | Bronze                             |
| ----------------------------------- | ------------------------------ | --------------------------------- | ---------------------------------- |
| Messieurs résultats détaillés       | Hayes Alan Jenkins             | Peter Firstbrook                  | Ronald Robertson                   |
| Dames résultats détaillés           | Tenley Albright                | Carol Heiss                       | Barbara Gratton                    |
| Couples résultats détaillés         | Frances Dafoe / Norris Bowden  | Carole Ann Ormaca / Robin Greiner | Margaret Anne Graham / Hugh Graham |
| Danse sur glace résultats détaillés | Carol Ann Peters / Daniel Ryan | Virginia Hoyns / Donald Jacoby    | Carmel Bodel / Edward Bodel        |

## Tableau des médailles
| Rang  | Nation     | Or | Argent | Bronze | Total |
| ----- | ---------- | -- | ------ | ------ | ----- |
| 1     | États-Unis | 2  | 3      | 3      | 8     |
| 2     | Canada     | 2  | 1      | 1      | 4     |
| Total | Total      | 4  | 4      | 4      | 12    |

## Détails des compétitions

### Messieurs
| Rang    | Nom                | Pays       |
| ------- | ------------------ | ---------- |
| 1       | Hayes Alan Jenkins | États-Unis |
| 2       | Peter Firstbrook   | Canada     |
| 3       | Ronald Robertson   | États-Unis |
| 4       | Dudley Richards    | États-Unis |
| 5       | Peter Dunfield     | Canada     |
| 6       | Charles Snelling   | Canada     |
| Forfait | James Grogan       | États-Unis |

### Dames
| Rang | Nom                  | Pays       |
| ---- | -------------------- | ---------- |
| 1    | Tenley Albright      | États-Unis |
| 2    | Carol Heiss          | États-Unis |
| 3    | Barbara Gratton      | Canada     |
| 4    | Vera Smith           | Canada     |
| 5    | Dawn Steckley        | Canada     |
| 6    | Carole Jane Pachl    | Canada     |
| 7    | Margaret Anne Graham | États-Unis |
| 8    | Margaret Dean        | États-Unis |

### Couples
| Rang | Nom                                | Pays       |
| ---- | ---------------------------------- | ---------- |
| 1    | Frances Dafoe / Norris Bowden      | Canada     |
| 2    | Carole Ann Ormaca / Robin Greiner  | États-Unis |
| 3    | Margaret Anne Graham / Hugh Graham | États-Unis |
| 4    | Dawn Steckley / FrancDavid Lowery  | Canada     |

### Danse sur glace
| Rang | Nom                            | Pays       |
| ---- | ------------------------------ | ---------- |
| 1    | Carol Ann Peters / Daniel Ryan | Canada     |
| 2    | Virginia Hoyns / Donald Jacoby | États-Unis |
| 3    | Carmel Bodel / Edward Bodel    | États-Unis |
| 4    | Frances Abbott / David Ross    | Canada     |
| 5    | Frances Dafoe / Norris Bowden  | Canada     |